# ウィンドウズMG
ウィンドウズMG（ウィンドウズ・エム・ジー）は、日本のプロレス団体DRAGON GATEにかつて所属したユニット。

## 概要
2012年5月10日、後楽園ホールにて久々に試合が組まれた新井健一郎、K-ness.、スペル・シーサー組が対戦相手のジミーズ相手に勝利した事により、新井が「どこかで噛み付いていく」と発言。その大会が終わるごろにトライアングル王者組の吉野正人、土井成樹、PAC組に挑戦を表明したのがきっかけである。
しかしながら挑戦するはずだった帰ってきたベテラン軍も黙っておらず、CIMAが「お前ら窓際族が」「ウィンドウズの」と「窓＝ウィンドウ」と発言した為、当時は正式なユニットではないが結束された。
帰ってきたベテラン軍とトライアングルゲート王座次期挑戦者チーム決定戦に異例の時間指定（19時半ごろ）にスペル・シーサーがヨシタニックでCIMAから勝利するものの、その後（21時頃）に行われたタイトルマッチに敗れた。
その後は無所属だった琴香が加入し、ユニットも正式に発足した。
2013年1月17日後楽園ホール大会、初夢スペシャルシングルマッチと題されK-ness.がYAMATOと新井が鷹木信悟とシングルマッチを行い互いに勝利を収めた。
7月22日に帰ってきたベテラン軍と業務提携という形で発展的解消をし、オレたちベテラン軍として活動していくこととなった。

## メンバー
- 新井健一郎:結成 - 解散（オレたちベテラン軍へ）
- K-ness.:結成 - 解散（オレたちベテラン軍へ）
- スペル・シーサー:結成 - 解散（オレたちベテラン軍へ）
- 琴香:結成 - 解散（無所属に）

## 元メンバー
- シーサーBOY/しゃちほこBOY:結成 - 2012年10月離脱

## タイトル歴
- オープン・ザ・トライアングルゲート王座

第41代：K-ness.&望月成晃（帰ってきたベテラン軍）& ジミー・ススム（ジミーズ）
（2013年6月5日獲得、2013年6月16日陥落/防衛0回）
- オープン・ザ・お笑いゲート王座

第17代：新井健一郎
（2012年8月2日獲得、2012年12月20日陥落/防衛1回）
このベルトに関しては新井曰く「一番に欲しかったベルト」「ユニット最初のベルトがコレって最高」と発言している。

## その他
- ウィンドウズと命名したのはCIMAであり、本来なら窓際族というイヤミをこめて付けられたものだがK-ness.曰く「かっこいいじゃん、パソコンみたいで」と気に入られている。
- 琴香は一度入ったのにもかかわらずCIMAやドン・フジイの「お前、後から俺らがキャラ付けたり色々考えてたのに」といわれると、帰ってきたベテラン軍入りしようとして断られ、あっさりウインドウズに戻ってきた
- スペル・シーサーはこれまで同様「究極の便利屋」としてマッドブランキー（ヒール）以外の選手であれば組むとしている。
- MGは「MadoGiwa（窓際）」の略。